# غاري مكشيفري
غاري مكشيفري (بالإنجليزية: Gary McSheffrey)‏ (13 أغسطس 1982 المملكة المتحدة - ) هو لاعب كرة قدم بريطاني، يلعب كمهاجم.

## وصلات خارجية
غاري مكشيفري على موقع قاعدة بيانات كرة القدم.إي يو (الإنجليزية)
- غاري مكشيفري على موقع Soccerbase.com (لاعب) (الإنجليزية)
- غاري مكشيفري على موقع Soccerway.com (الإنجليزية)
- غاري مكشيفري على موقع عالم كرة القدم.نت (الإنجليزية)